# 142km駅
142km駅（ロシア語：платформа 142 км）はロシア連邦モスクワ州ソルネチノゴルスキー地区ポヴァロヴォにある、ロシア鉄道の駅。モスクワ大環状線上の駅で、エレクトリーチカ（近郊列車）が停車する。また、駅東方にモスクワ・サンクトペテルブルク鉄道のポヴァロヴォI駅に通ずる短絡線が存在する。

## 駅構造
島式ホーム1面2線を有する地上駅（有効長は4両分）。ホームはカーブ状にある関係から、内回り・外回りではホームの高さが異なる。また外回り（駅北寄り）にはもう1線（ホーム無し）がある。改札は設置されていない。
当駅の駅名はアレクサンドロフI駅からの距離を元としているが駅にキロポストは設置しておらず、駅から東に行った場所に141kmポストが設置されている。

## 駅周辺
駅から北に向かいポヴァロヴォの村を通って徒歩6〜7分のところに、モスクワ・サンクトペテルブルク鉄道のポヴァロフカ駅があり、徒歩連絡が可能。

## 隣の駅
ロシア鉄道
モスクワ大環状線
エレクトリーチカ
ポヴァロヴォⅡ駅 - アレクサンドロフI駅 - ポヴァロヴォⅢ駅